# Rose-Colored Boy
"Rose-Colored Boy" é uma canção da banda de rock estadunidense Paramore. Foi lançada em 2 de março de 2018 pela Fueled by Ramen como o quarto single de seu quinto álbum de estúdio After Laughter (2017).

## Composição
"Rose-Colored Boy" foi descrita como uma canção do gênero new wave pelo site Rockfreaks.net, pop rock pelo Stereogum e synth-pop pela Rolling Stone.

## Lançamento e apresentações ao vivo
A banda apresentou a canção no Good Morning America em 25 de agosto de 2017, juntamente com outras 4 faixas do After Laughter. A banda lançou a versão editada para as rádios da canção em 2 de março de 2018, com uma nova mixagem, sob o subtítulo de "Mix 2". "Rose-Colored Boy" foi adicionada nas rádios mainstream dos Estados Unidos em 27 de março de 2018.

## Vídeo musical
Um vídeo musical para a canção foi lançado em 5 de fevereiro de 2018. Foi dirigido por Warren Fu e produzida por Jona Ward. O vídeo mostra um talk show fictício remanescente aos anos 80, chamado Wake Up! Roseville, no qual os membros da banda são os apresentadores. Como anfitriões, os membros da banda estão sob constante estresse dos executivos, que repreendem a vocalista Hayley Williams e a banda por não criarem um ambiente mais positivo que corresponda às letras "I ain't gon' smile if I don't want to" (tradução: "Eu não vou sorrir se eu não quiser"). Em outro momento, Williams já frustrada, grita "Foda-se! Faremos ao vivo!" parodiando um momento do comentarista político Bill O'Reilly na Inside Edition, quando ele soube que um vídeo de Sting iria reproduzi-lo. O vídeo termina com a banda se apresentadando tocando a canção e causando caos, antes de retomar o show no dia seguinte.

## Faixas e formatos
- Download digital[12]

1. "Rose-Colored Boy" — 3:32

- Edição para rádio[5]

1. "Rose-Colored Boy" (Mix 2) — 3:37

## Créditos
Créditos adaptados do encarte do álbum.
- Kevin "K-Bo" Boettger – engenheiro assistente
- Dave Cooley – engenheiro de masterização
- Carlos de la Garza – mixagem, engenheiro
- Zac Farro – bateria, sinos, teclado, percussão, vocais de apoio
- Justin Meldal-Johnsen – produtor, engenheiro, guitarra baixo, teclado, programação
- Mike Schuppan – engenheiro, mixagem adicional
- Hayley Williams – vocais, teclado, percussão, vocais de apoio
- Taylor York – produtor, mixagem adicional, engenheiro, guitarra, teclado, marimba, percussão, programação, vocais de apoio

## Desempenho nas tabelas musicais
| Tabela musical (2017-18)                                | Melhor posição |
| ------------------------------------------------------- | -------------- |
| Estados Unidos (Billboard Hot Rock & Alternative Songs) | 27             |
| Estados Unidos (Billboard Adult Top 40)                 | 39             |
| Nova Zelândia (RMNZ)                                    | 6              |

## Histórico de lançamentos
| Região         | Data                | Formato                       | Gravadora(s)             | Ref.   |
| -------------- | ------------------- | ----------------------------- | ------------------------ | ------ |
| Mundo          | 2 de março de 2018  | Download digital – Radio edit | Atlantic Fueled by Ramen | [ 17 ] |
| Estados Unidos | 27 de março de 2018 | Rádio mainstream              | Atlantic RRP             | [ 6 ]  |